# 推定無罪 (テレビドラマ)
『推定無罪』（すいていむざい、原題：Presumed Innocent）は、スコット・トゥローの同名小説を原作とした、デビッド・E・ケリー制作総指揮のアメリカ合衆国のリーガル・スリラーテレビシリーズ。ハリソン・フォード主演の1990年の映画に続く2度目の映像化であり、初のテレビドラマ化である。2024年6月12日にApple TV+で配信開始された。2024年7月、シーズン2への更新が決定した。シーズン2はジョー・マレーの小説『Dissection of a Murder』に登場する事件を題材としている。
配信開始以来、ジェイク・ジレンホールの「いつまでも目が離せない」演技が絶賛され、「テレビで放映された最高の法廷スリラーの一つ」と称賛されるなど、Apple TV+で最も視聴されたドラマとして高い評価を得ている。

## キャスト

### シーズン1
※括弧内は日本語吹替。

#### メイン
ラスティ・サビッチ
演 - ジェイク・ジレンホール（高橋広樹）
バーバラ・サビッチ
演 - ルース・ネッガ（宮島依里）
レイモンド・ホーガン
演 - ビル・キャンプ（石住昭彦）
ジェイデン・サビッチ
演 - チェイス・インフィニティ（京花優希）
トミー・モルト
演 - ピーター・サースガード（木村雅史）
カイル・サビッチ
演 - キングストン・ルミ・サウスウィック（岩中睦樹）
ロレイン・サビッチ
演 - エリザベス・マーヴェル（桜岡あつこ）
ニコ・デラ・ガーディア
演 - O・T・ファグベンル（杉村憲司）

#### リカーリング
リズ・ラッシュ医師
演 - リリー・レーブ（髙梨愛）
ハーバート・クマガイ
演 - ジェームズ・ヒロユキ・リャオ（野坂尚也）
ユージニア
演 - ヴァージニア・カル（川庄美雪）
マイケル・コールドウェル
演 - テイト・バーチモア（梅村さえ）
リトル判事
演 - ノーマ・ドゥメズウェニ（反町有里）
マイア・ウィンズロー
演 - ギャビー・ビーンズ（馬場菜緒）
キャロリン・ポルヒーマス
演 - レナーテ・レインスヴェ（清水理沙）
ダルトン・コールドウェル
演 - マシュー・アラン（丹羽正人）

#### ゲスト
リアム・レイノルズ
演 - マーク・ハレリック（山田浩貴）
ケイト
演 - ロザンナ・アークエット
クリフトン
演 - サルナス・J・ジャクソン（大泊貴揮）
ブライアン・ラッツアー
演 - マルコ・ロドリゲス（西垣俊作）
病理学者
演 - メアリー・リン・ライスカブ

### シーズン2
レイラ・レイノルズ
演 - レイチェル・ブロズナハン
TBA
演 - ジャック・レイナー

## 製作
2023年2月、シーズン1の撮影がカリフォルニア州パサデナで開始された。
2024年7月12日、Apple TV+はシリーズをシーズン2に更新した。2024年10月29日、ジョー・マレーの小説『Dissection of a Murder』がシーズン2の原作として使用されることが報じられた。2025年6月10日、レイチェル・ブロズナハンがシーズン2の主役にキャスティングされた。2025年7月29日、ジャック・レイナーが主演キャストに加わった。